# Non soli cedit

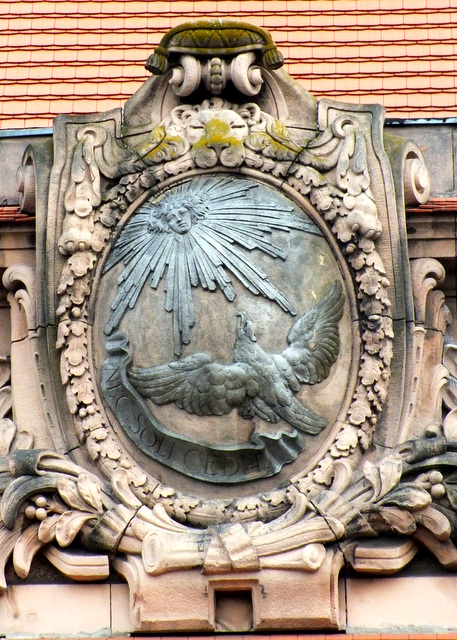
Nec soli cedit am Gebäude der Königlichen Eisenbahndirektion Breslau

Non soli cedit, auch bekannt als Nec soli cedit, ist eine lateinische Phrase mit der wörtlichen Übersetzung „Er weicht der Sonne nicht“. Sie war der Wahlspruch Friedrich Wilhelms I. von Preußen gegen den Wahlspruch Ludwigs XIV. von Frankreich Nec pluribus impar („Er ist auch vielen nicht unterlegen“).

## Entstehung
Friedrich Wilhelms Hof konnte mit der Pracht des französischen Hofes nicht konkurrieren. Sein Vater  Friedrich I. hatte bereits mit Königskrönung, Schlossbauten und Zeremonien hohe Staatsschulden angehäuft. Daher wollte der Soldatenkönig seinen Verzicht auf höfische Prachtentfaltung nicht als Aufgabe seines Anspruches auf europäische Geltung verstanden wissen. Vielmehr sollten die neuen preußischen Tugenden das Gemeinwesen bald über das französische Vorbild erheben. Der Wahlspruch wurde daher allen Regimentsfahnen aufgestickt. Als Wappen wurde ein Adler dargestellt, der zur Sonne auffliegt.
Sein frankophiler Nachfolger Friedrich II. änderte das Motto in Pro Gloria et Patria. Nach dem Siebenjährigen Krieg, in dem Frankreich auch auf Seiten seiner Feinde gekämpft hatte, ließ er das alte Motto Nec soli cedit jedoch auf den hof- und gartenseitigen Giebeln des damals errichteten Neuen Palais in Potsdam anbringen. Der Wahlspruch meint daher den Aufstieg ohne verschwenderische Pracht und wird heute noch im Wappen der Familien (von) Geusau/(von) Geisau in Deutschland und Österreich geführt.
Nach Heinrich von Mühler hat der Wahlspruch noch eine andere Bedeutung. Im Christentum ist Gott der ewige Quell des Lichtes und damit die Sonne, zu welcher der preußische Adler auffliegt: „Auch in diesem Sinne strebt der preußische Adler der Sonne zu und weicht nicht, und nur in der Richtung zur Sonne, zum Licht, zur Wahrheit, kann er die Kraft und Macht behalten und immer mehr entfalten, mit der er allen voran sich aufschwingt und sich nicht blenden läßt, sondern weit unter sich läßt alle Truggebilde der Lüge und der falschen Weltweisheit und Klugheit. Auf seinem einsamen Fluge immer nur das Licht – Gott – schauend.“

## Verwendung
Der Wahlspruch wurde nicht nur an Fahnen und Kanonen, sondern auch an Sakral- und Profanbauten angebracht. Die barocke Kanzel der unter Friedrich Wilhelm I. errichteten Garnisonkirche in Potsdam zeigte den zur Sonne strebenden Adler unter dem Spruchband Non soli cedit. Auch die hof- und gartenseitigen Giebel des unter Friedrich II. erbauten Neuen Palais in Potsdam sowie das Portal der Königlich Preußischen Eisenbahndirektion in Breslau schmücken Wappenkartuschen mit dem Motto Nec soli cedit.
Zudem ist Nec soli cedit auf preußischen Münzen (Reichstaler, Doppeldukat, Dukat, 1/2 Dukat und 1/4 Dukat) zu finden, die 1713 in Magdeburg geprägt wurden. Auch in der preußischen Residenzstadt Königsberg wurden im Jahre 1713 Dukaten mit diesem Motto geprägt.
Des Weiteren ist Non soli cedit ein Marsch des Komponisten Hermann Ludwig Blankenburg.

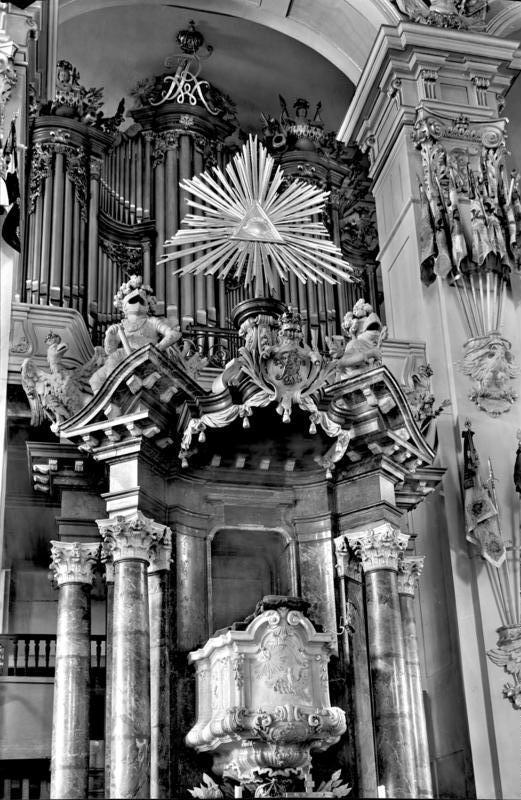
An der Kanzel der Garnisonkirche in Potsdam
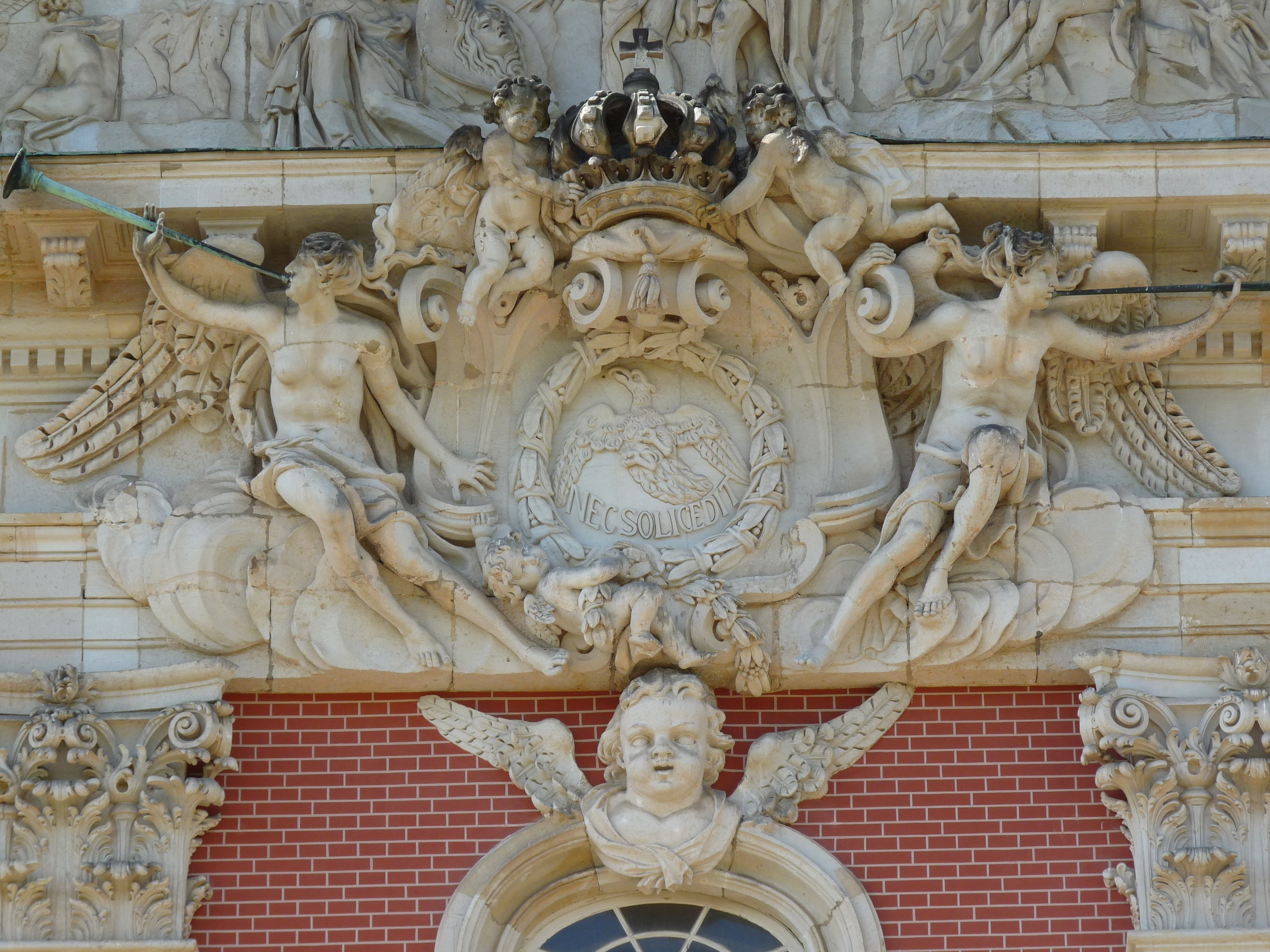
Am gartenseitigen Giebel des Neuen Palais in Potsdam
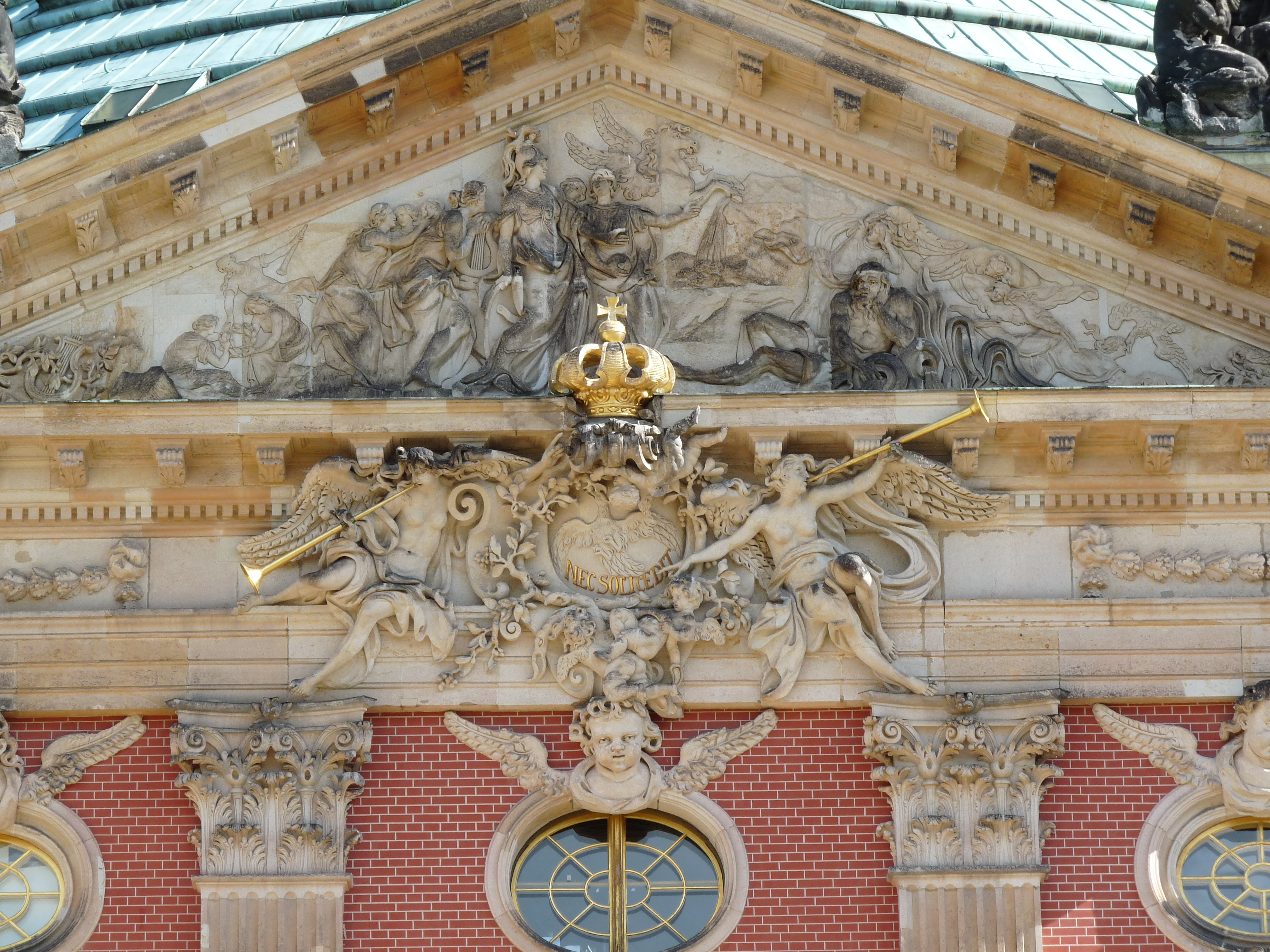
Am hofseitigen Giebel des Neuen Palais in Potsdam